# Statilius Taurus amfiteater
Statilius Taurus amfiteater (latin: Amphitheatrum Statilii Tauri) var den första amfiteatern uppförd i sten i antikens Rom. Den invigdes år 29 f.Kr. av generalen Titus Statilius Taurus för att uppfylla det löfte han avlade efter militära framgångar i Africa fem år tidigare.
Amfiteatern förstördes i Roms brand år 64 e.Kr.